# Portrait du joueur
Portrait du joueur est un roman de Philippe Sollers paru chez Gallimard en 1984. Le récit en est débridé, écrit avec un style rageur ou hiératique, volontiers autobiographique sans sombrer pour autant dans l'exposé biographique.
Le Portrait du joueur est publié juste après Femmes (1983) du même auteur.

## Résumé
L'histoire commence par un voyage à Bordeaux, ville natale du narrateur, et l'évocation de la vie d'un écrivain amateur de femmes, et s'achève par une retraite littéraire à Venise, ville d'adoption de l'artiste amateur de solitude. 
Entre les deux, l'auteur évoque une série de scènes drolatiques (le milieu littéraire est croqué sans pitié) et de séquences pornographiques (ainsi que les qualifie l'une des nièces du narrateur) : une femme fait en effet le siège des fantasmes de l'auteur, lui envoyant des missives aussi explicites que directives, le conviant à des actes sexuels codifiés, minutés, mesurables, qu'ils réalisent ensuite ensemble avec une précision tout aussi glacée. 
Le lecteur reste froid devant un tel exposé salace, mais l'essentiel du roman est sans doute ailleurs. Le récit n'avance guère, mais on poursuit sa lecture par la curiosité du portrait : faire le tour du propriétaire, faire le tour du visage...